# Crazy Arcade BnB
BnB Crazy Arcade (Кор.: 크레이지 아케이드) бесплатная Корейская многопользовательская игра созданная компанией Nexon. Изначально в игре присутствовало 5 режимов: Бомбы и Пузыри (BnB), Тетрис, Hidden Catch, Dizzy Pang, и Bz. Однако позже последние четыре режима были удалены. BnB, является ничем иным как многопользовательским продолжением серии игр Bomberman. Сумасшедший успех корейской версии BnB Crazy Arcade сказался продолжении этой франшизы в виде CrazyRacing KartRider, CrazyShooting BubbleFighter, и CrazyRacing AirRider.
Nexon объявила о выходе BnB Crazy Arcade, а также Dragon Nest и Mabinogi Heroes на Американский рынок в 2010 году на своем новом игровом портале, Block Party. 7 декабря 2009 года Nexon America запустила официальный сайт PopTag!, под этим названием в Америке вышла BnB Crazy Arcade. Nexon решили отказаться от фазы закрытого бета тестирования и начать сразу с открытого бета теста. Открытое бета тестирование PopTag! началось 26 января и закончилось месяц спустя. 14 июня 2011 года Nexon America объявили о закрытии PopTag! в Америке 14 июля 2011 года из-за «множества факторов в том числе невозможность обеспечивать регулярное обновление из-за малых ресурсов.»